# 一捻金
一捻金，中藥方名，其來源為《古今醫鑒》。

## 製法用量
大黃、檳榔、黑丑、白丑、人參五味，各等分，研為細末。每服0.3～0.6克，蜜水調下。
有祛痰、通便、消食導滯的功效，常用於腹脹、便秘、痰盛、喘咳、嬰兒停乳停食。本藥品被歸類到腹痛、腹瀉、其它胃腸疾病類、消化不良等藥品分類。其藥理為:用人蔘來興奮神經及內分泌系統以改善新陳代謝、增強抗病機能、強心；大黃散劑對炎症、早期的滲出、水腫與後期的增生均有明顯的抑制作用。
一捻金是一種散劑此散每服二分，日服兩次，以開水沖服，周歲內小兒應酌情形增減劑量。一捻金為「打藥」，服藥後排遺次數會增多，故不宜多服、久服。

## 注事意項
藥吃多不是好事，服用一捻金，忌食生冷、油膩、腥膻等物；脾肺兩虛或患慢脾風者勿服；每次用量雖少，方中多有猛烈之品，宜中病即止，不宜多服。